# Lycodes pectoralis
 Lycodes pectoralis és una espècie de peix de la família dels zoàrcids i de l'ordre dels perciformes.

## Hàbitat
És un peix marí i d'aigües profundes que viu entre 143-517 m de fondària.

## Distribució geogràfica
Es troba al Mar d'Okhotsk.

## Observacions
És inofensiu per als humans.